# Station Hatfield Peverel
Hatfield Peverel is een spoorwegstation van National Rail in Hatfield Peverel, Braintree in Engeland. Het station is eigendom van Network Rail en wordt beheerd door Greater Anglia. Het is tevens het dichtstbijzijnde station voor de plaats Maldon.

## Treinverbindingen
- 1x per uur (Stoptrein) London Liverpool Street - Shenfield - Chelmsford - Colchester - Ipswich